# Europäisches Übereinkommen betreffend Auskünfte über ausländisches Recht
Das Europäische Übereinkommen betreffend Auskünfte über ausländisches Recht ist ein völkerrechtlicher Vertrag, dem die Mitgliedsstaaten des Europarats beitreten können. Das Ministerkomitee des Europarats kann darüber hinaus jeden Staat, der nicht Mitglied des Europarats ist, einladen, diesem Übereinkommen beizutreten. Dies ist hinsichtlich Belarus, Costa Rica, Mexiko und Marokko geschehen; in diesen Staaten ist das Übereinkommen in Kraft getreten.
Die Vertragsparteien verpflichten sich, einander Auskünfte über ihr Zivil- und Handelsrecht, ihr Verfahrensrecht auf diesen Gebieten und über ihre Gerichtsverfassung zu erteilen.
Ergänzt wird das Übereinkommen durch das Zusatzprotokoll vom 15. März 1978, das vorsieht, das System des zwischenstaatlichen Informationsaustausches auf das Gebiet des Strafrechts und des Strafverfahrensrechts auszuweiten.
In Deutschland wird das Übereinkommen durch das Auslands-Rechtsauskunftgesetz (AuRAG) konkretisiert.